# Michail Alexejevič Jegorov
Michail Alexejevič Jegorov (rusky Михаил Алексеевич Егоров; 5. května 1923 – 20. června 1975) byl spolu s Melitonem Kantariou a Alexejem Berestem jeden ze tří vojáků, kteří vyvěsili po bitvě o Berlín na německý Reichstag sovětskou vlajku.

## Životopis
Jegorov se oficiálně připojil k partyzánům na své narozeniny, 5. května 1942, odkud posléze v roce 1944 narukoval do Rudé armády, kde se stal rozvědčíkem. Po odchodu z armády pracoval jako předseda kolchozu. Zemřel při dopravní nehodě, pohřben je ve Smolensku.

## Medaile a vyznamenání
- Hrdina Sovětského svazu (1946)[1]
- Leninův řád
- Řád rudého praporu
- Řád Vlastenecké války
- Řád rudé hvězdy
- Řád slávy III. třidy
- Medaile „Partyzán vlastenecké války“ I. třídy
- Jubilejní medaile „Za vojenské zásluhy na památku 100. výročí od narození Vladimíra Iljiče Lenina“
- Medaile za vítězství nad Německem ve Velké vlastenecké válce 1941–1945
- Jubilejní medaile 20. výročí vítězství ve Velké vlastenecké válce 1941–1945
- Jubilejní medaile 30. výročí vítězství ve Velké vlastenecké válce 1941–1945
- Medaile „Za dobytí Berlína“
- Jubilejní medaile „50 let ozbrojených sil SSSR“